# Thomas Blom
Thomas Blom (1970) is een Nederlandse programmamaker en schrijver. 

## Loopbaan
Blom studeerde in 1995 cum laude af aan de AV-afdeling van de Academie voor Beeldende Kunsten Sint-Joost in Breda. Hij legde zich als filmmaker steeds meer toe op het regisseren van documentaires. Blom werkte voor programma’s als Andere Tijden, Zembla en Andere Tijden Sport. Terugkerende thema's in zijn werk zijn politiek, mensenrechten, het Midden-Oosten en sport.

## Midden-Oosten en mensenrechten
In 2016 regisseerde Blom met Sinan Can het drieluik De Arabische Storm, waarin wordt getoond hoe de Arabische Lente uitmondde in de zogenoemde Arabische storm.  Voorbij de grenzen van Saoedi-Arabië werd genomineerd voor De Tegel (categorie Buitenland) en voor de Zilveren Nipkowschijf.   De jacht op Gaddafi’s miljarden werd genomineerd voor de Banff Rockie Award in de categorie 'Beste Criminaliteit en onderzoeksdocumentaire.

## Politici
Blom portretteerde de Nederlandse minister-president Wim Kok in De strijd van Kok en de politieke loopbaan van Ruud Lubbers in Andere Tijden. In 2015 verscheen in Vrij Nederland het artikel Hans van Mierlo opereerde Nederland aan zijn ziel aan de hand van het dagboek van politicus Hans van Mierlo.

## Sport en doping
Bloms artikelen verschenen in Achilles, Tirade, de Volkskrant en Vrij Nederland. Tot de geïnterviewden behoorden onder anderen sporters als Marco van Basten en wielrenbaas Hein Verbruggen.  Samen met Misha Wessel schreef Blom in 2017 interview Bekentenissen van een dopingdokter dat werd genomineerd voor een Tegel. Een ander wielerartikel, De Wetten van Cees Priem, werd in 2018 genomineerd voor een Tegel. 
De Megadeal van Ruud Gullit in Andere Tijden Sport werd in 2020 genomineerd voor de Beeld en Geluid Award.

## Erkenning
Zijn twee documentaires voor de reeks Uitgezet over asielkinderen werd onderscheiden met de Clara Meijer-Wichmann Penning, voor bijzondere inzet voor de verdediging van de rechten van de mens. Naast diverse nominaties won Blom onder meer de onderzoeksjournalistieke prijs de Loep voor Gijzeling in Almelo.  Ook won hij de Herman Kuiphof-award, de prijs voor beste sportdocumentaire van de afgelopen vijf jaar, voor Het mysterie Foekje Dillema, waarin met een DNA-test werd aangetoond dat hardloopster Foekje Dillema toch echt een vrouw was. Daarnaast werd deze film genomineerd voor de Beeld en Geluid Award. 

## Prijzen
- Clara Meijer-Wichmann Penning (2013)
- De Loep 'Gijzeling in Almelo' (2009)
- Herman Kuiphof Wisselbeker - ‘Het Mysterie Foekje Dillema' (2012)
- TV-Beeld - serie 'De Muur' (2015)

## Werk
Filmmaker
- Searching for Paradise - 4 delen (2023)
- Het Verraad van Chora - Afghanistan (2021) [13]
- De jacht op Gaddafi’s miljarden (2020)
- We Are Data (2016-2020)
- Voorbij de grenzen van Saoedi-Arabië, vier delen (2019)
- The World of Thinking (2019) [14], genomineerd voor Festival AFO Grand Prize
- Onze missie in Afghanistan, tweedelige documentaire (2016)
- De Arabische Storm (2016)
- De strijd van Kok (2015)
- De Muur VARA (2014) [15]
- Uitgezet - vierdelige serie (2012-2013) [16]
- Russian Night, the hidden football disaster (2008 - 2009)
- Zoeken naar de Oorlogen (2007 - 2008)
- The Story of Boris
- Beursgang, SNS Reaal

Uitzendingen Andere Tijden, Zembla en Andere Tijden Sport (selectie)
- Weg met de Centrumpartij
- Tijdbom Rasmussen
- Het mysterie Foekje Dillema
- Procederen tot je er bij neervalt
- Wie bestuurt de stad
- De Megadeal van Ruud Gullit
- Vuile olie van Shell
- De Wetten van Cees Priem (2014)
- Het geheim van Lubbers (2013)

Schrijver
- Mijn vader moet bekennen de Volkskrant (2020)
- Hij verloor zijn zoon en wordt nu gehaat op sociale media de Volkskrant (2017)
- Bekentenissen van wielerarts Peter Janssen de Volkskrant (2017)
- Hans van Mierlo opereerde Nederland aan zijn ziel Vrij Nederland (2015)